# Oligotricha evanescens
Oligotricha evanescens is een fossiele soort schietmot uit de familie Phryganeidae.